# 卡塔里納 (馬薩亞省)

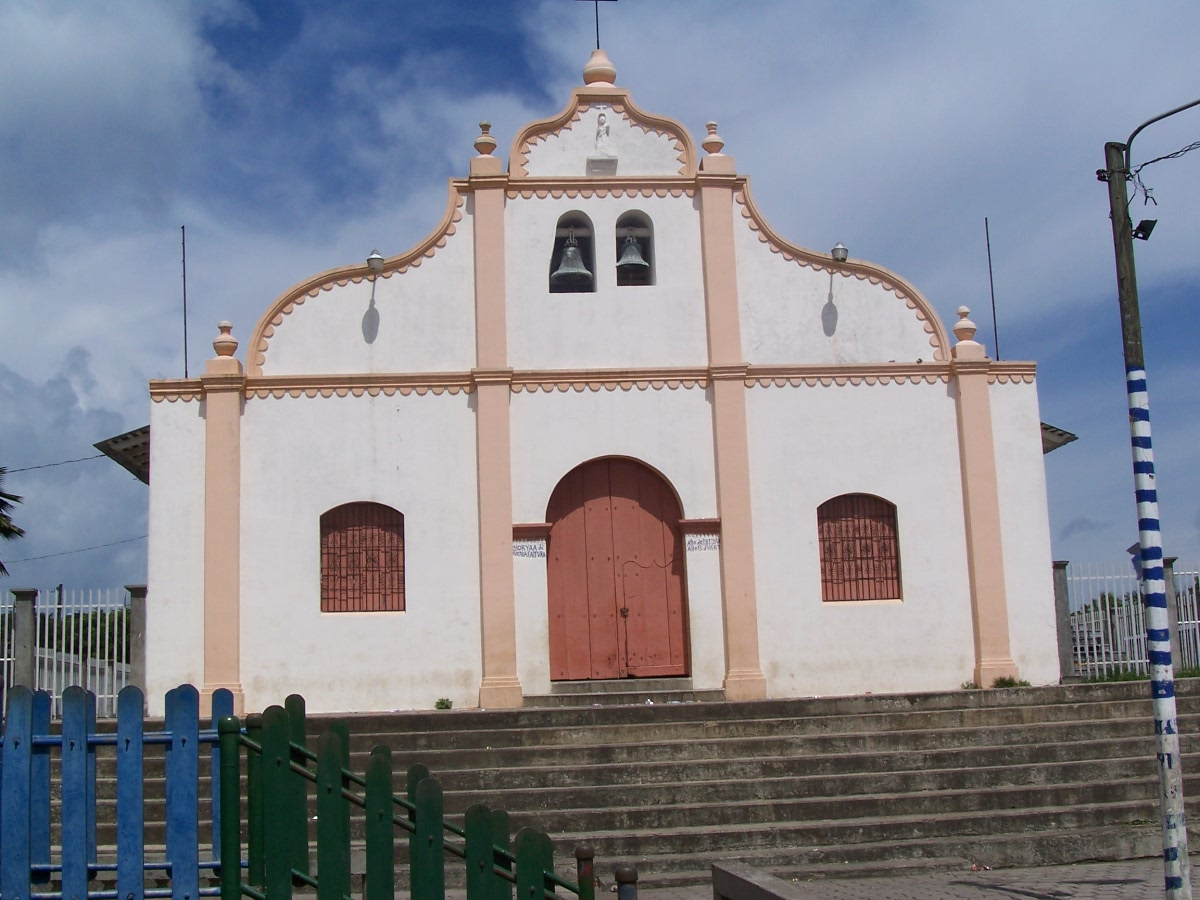
卡塔里納的聖卡塔利娜教堂

卡塔里納（西班牙語：Catarina），是尼加拉瓜的城鎮，位於該國西部，由馬薩亞省負責管轄，面積11平方公里，海拔高度520.36米，2005年人口7,524，人口密度每平方公里684人。
11°55′N 86°5′W / 11.917°N 86.083°W